# Dasyphora pratorum
Dasyphora pratorum är en tvåvingeart som först beskrevs av Johann Wilhelm Meigen 1826.  Dasyphora pratorum ingår i släktet Dasyphora och familjen husflugor. Inga underarter finns listade i Catalogue of Life.